# Gian Giorgio Trissino (ruiter)
Giovanni Giorgio Trissino (Vicenza, 22 juli 1877 - Milaan, 22 december 1963) was een Italiaans ruiter.
Trissino nam deel aan het paardensport tijdens de Olympische Zomerspelen 1900. Bij het hoogspringen eindigde op Oreste als eerste samen met de Fransman Dominique Gardères, bij het hoogspringen eindigde hij op Mélepo ook nog als vierde. Bij het verspringen eindigde Trissino als tweede op de rug van Oreste.

## Resultaten
- Olympische Zomerspelen 1900 in Parijs  hoogspringen met Oreste
- Olympische Zomerspelen 1900 in Parijs  verspringen met Oreste
- Olympische Zomerspelen 1900 in Parijs 4e hoogspringen met Mélepo